# Jacques Coomans
Jacques Coomans, né à Magnée le 13 novembre 1888 et mort à Liège le 1er septembre 1980, est un coureur cycliste belge. Il s'est classé à cinq reprises parmi les dix premiers de Liège-Bastogne-Liège, dont une 2e place en 1912 et une 3e place en 1920. Il compte également sept participations au Tour de France et a obtenu son meilleur classement sur l'épreuve en 1919 avec la 6e place.

## Palmarès

### Palmarès année par année
- 1909
  - 10e de Liège-Bastogne-Liège
- 1910
  -  Champion de Belgique sur route amateurs
  - Étoile Carolorégienne :
    - Classement général
    - 1re étape

  - Tour de Belgique amateurs :
    - Classement général
    - 5e et 7e étapes
- 1911
  - Bruxelles-Liège
  - 2e de Bruxelles-Gembloux
  - 3e des Huit Jours d'Alcyon
  - 8e de Liège-Bastogne-Liège
- 1912
  - Bruxelles-Oupeye
  - 2e de Liège-Bastogne-Liège
  - 3e du Tour du Hainaut
  - 3e de Paris-Calais
- 1913
  -  Champion de Belgique interclubs
  - 3e du Ronde van Haspengouw
- 1919
  - 3e du championnat de Belgique interclubs
  - 6e du Tour de France
- 1920
  - 3e de Liège-Bastogne-Liège
- 1921
  - 2e de Retinne-Marche-Retinne
- 1922
  - 2e de Sclessin-Marche-Sclessin
  - 7e de Liège-Bastogne-Liège

### Résultats sur le Tour de France
7 participations
- 1912 : 17e
- 1913 : abandon (7e étape)
- 1914 : 19e
- 1919 : 6e
- 1920 : abandon (4e étape)
- 1921 : abandon (6e étape)
- 1925 : abandon (3e étape)